# Tadeusz Jedynak (muzyk)
Tadeusz Jedynak (ur. 16 stycznia 1924 we wsi Przystałowice Małe, zm. 29 października 2020) – polski muzykant, skrzypek ludowy regionu radomskiego.

## Życiorys
Skrzypek z okolic Przysuchy, skąd pochodziło wielu wybitnych muzykantów, ogrywających podobny zestaw melodii
mazurkowych w charakterystycznej manierze.
Naukę rozpoczął jako dziecko grając na skrzypcach ręcznie zrobionych przez ojca. Pierwsze wskazówki techniczne dał
Józef Kędzierski w 1935, przychodząc do ich domu po sąsiedzku z kolegami. Od tej chwili wiedział już jak przegrywać melodie, a nauka szła mu szybciej dzięki skrzypcom przywiezionym z Warszawy przez wujka. Następnym nauczycielem był Franciszek Pańczak z sąsiedniej parafii. Pochodził z rodziny spokrewnionej z Kędzierskimi, jednak inaczej odgrywał melodie. Muzykant uczył go w ten sposób, że początek mazurka grał Pańczak, a drugą część Jedynak i tak szli przez wieś grając we dwóch. W zamian za naukę oberków Jedynak pomagał Pańczakowi w pracy na gospodarce. W trakcie wojny Jedynak uczył się od znanego w okolicy skrzypka Jana Bogusza z Odrzywołu, niegdyś również uczącego się od Kędzierskich.
Bogusz pięknie grał, miał świetny słuch i pamięć, nie zajmował się pracą, tylko całymi dniami muzykował. Bogusz zabierał Jedynaka do grania na potańcówkach, zwiadach i weselach. Grali w składzie z harmonistą Janem Michalskim ze Klwowa. Grali razem tylko do 1948 r. gdyż Bogusz przedwcześnie zmarł.
Jedynak był jednym z tych muzykantów, którzy nie przestawili się na grę z harmonią, przestał grywać użytkowo, przez co zachował starodawny, ciągły sposób frazowania. W latach 80. i 90. grał najczęściej w składzie z Janem Gacą grającym w tym składzie na bębenku oraz Stefanem Gacą grającym na basach. Ostatnio grywa z Władysławem Kowalskim (bębenek).
W latach 90. kilkakrotnie brał udział w koncertach Radiowego Centrum Kultury Ludowej w Studiu S1 w Warszawie. Zapraszany przez warszawski Dom Tańca na potańcówki, przyjeżdżał wraz z innymi muzykantami ze swojej okolicy i brał udział w swoistych „przegrywaniach”. Kilku skrzypków grając ten sam motyw w trakcie gry po kolei popisuje się swoim wariantem mazurka. Do takich należało przegrywanie z Piotrem Gacą czy Józefem Zarasiem. Występował także na Taborze Domu Tańca w Gałkach Rusinowskich (2006) oraz Ostałówku (2007). Od lat 90. Tadeusz Jedynak przeżywa renesans zainteresowania, zwłaszcza wśród młodego pokolenia mieszkańców miast. Jeżdżą do niego uczniowie z Warszawy, Krakowa i Lublina. Jest zapraszany na spotkania z muzyką ludową i potańcówki w całej Polsce, m.in. do Warszawy i Lublina.
W styczniu 2014 odbyły się uroczyste 90. urodziny Tadeusza Jedynaka we wsi Przystałowice Małe, które zgromadziły mieszkańców wsi oraz młodych wielbicieli muzyki wiejskiej z miasta. Odbył się tam również pokaz filmu Andrzeja Bieńkowskiego „Tadeusz Jedynak – muzykant”, występy kapel i zespołu śpiewaczek wiejskich oraz potańcówka.
Tadeusz Jedynak był muzykantem o specyficznej, bogato ornamentowanej i improwizowanej manierze wykonawczej. Motywy jego mazurków i oberków rozwijały się  wariantowo, przekraczając często granicę regularnych fraz oberkowych. Takie melodie mogły trwać bardzo długo, po kilkanaście minut.  Podczas gry często zapętlał bardzo krótki fragment i powtarzał po wielokroć – kulminując napięcie. Zachowywał przy tym osadzenie w rytmie mazurkowym, jednak nie zawsze łatwo było zatańczyć do tej muzyki.

## Nagrody
- Nagroda im. Oskara Kolberga (1994)
- Baszta na Festiwalu Kapel i Śpiewaków Ludowych w Kazimierzu Dolnym(2009)
- Srebrny Medal Gloria Artis (2014)[11]

## Dyskografia
- CD Małopolska Północna, seria: Muzyka źródeł Vol. 4  – polka Poszła Polka żytko żąć – Kapela Tadeusza Jedynaka; wydawca: Polskie Radio SA